# 새 예루살렘 성경

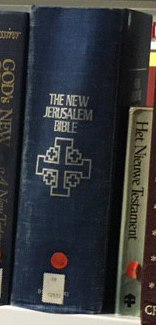

새 예루살렘 성경(New Jerusalem Bible, NJB)은 다튼, 롱맨, 토드, 레 에디션 뒤 서프가 1985년에 출판하고 베네딕도회 성서 학자인 헨리 완스브로(Henry Wansbrough)가 편집한 영어 번역 성경으로, 회원들의 연구 및 개인적인 헌신에 사용하도록 승인되었다. 로마 가톨릭교회의 승인을 받았으며 잉글랜드 국교회의 승인도 받았다.

## 같이 보기
- 가톨릭 성경
- 트리엔트 공의회
- 계시헌장
- 제2차 바티칸 공의회